# Club Vértigo
Vértigo fue una discoteca costarricense dedicada a la música electrónica, ubicada en la ciudad de San José. Operó desde 2003 hasta 2020, y alcanzó reconocimiento regional e internacional como uno de los espacios más representativos del clubbing en América Central.

## Historia
El club fue inaugurado en julio de 2003 en el nivel de calle del Centro Colón, una reconocida torre comercial situada al oeste de la ciudad, en el paseo homónimo. Fue concebido como un club nocturno enfocado en música electrónica, fundado por una pareja de inversores estadounidenses vinculados a la escena underground.
Durante la pandemia de COVID-19, en diciembre de 2020, el club cerró sus puertas de manera indefinida, tras verse obligado a desmantelar su sede original como consecuencia de las restricciones sanitarias impuestas a las actividades de ocio en el país. A inicios de 2022, sus propietarios anunciaron en redes sociales una posible reapertura en una nueva ubicación en el Paseo Colón para el tercer trimestre de ese año, sin embargo el establecimiento permanece cerrado y no se han emitido nuevos comunicados.

## Importancia cultural
A lo largo de su trayectoria, Vértigo desempeñó un papel relevante en la consolidación de la escena electrónica en Costa Rica, un país donde el panorama musical ha estado dominado por géneros tropicales y comerciales. Fue sede de presentaciones exclusivas de muchos de los artistas más reconocidos del mundo y brindó una plataforma clave para el desarrollo de productores nacionales de música electrónica, contribuyendo así a la formación de una comunidad underground local, particularmente en torno al techno y el house.
De esta forma, en Club Vértigo se presentaron notorios exponentes de la música electrónica underground como: Danny Tenaglia, Deep Dish, Fatboy Slim, Felix da Housecat, John Digweed, Hernan Cattáneo, Infected Mushroom, Lee Burridge, Marco Carola, Nic Fanciulli, Nick Warren, Nina Kraviz, Sander Kleinenberg, Sasha o Steve Lawler. En torno a la misma escena destacó por alojar eventos particulares muy populares, especialmente bajo los formatos Back to Basics y Nocturnal, así como ocasionalmente actividades fuera del ámbito electrónico como las Hip Hop Nation o las Fyah Red, destinadas al público local del hip hop y el reggae, respectivamente.  También eran bastante importantes sus fiestas anuales de Halloween o los afterparties que organizaba después de festivales o eventos notorios en la ciudad, como el Orgullo LGTB.
El reconocimiento internacional del club fue respaldado por múltiples menciones en medios especializados como DJ Mag, que lo incluyó en su ranking global de las mejores discotecas del mundo, así como por publicaciones en revistas como Billboard o Mixmag, y otras plataformas dedicadas a la cultura dance.

## Instalaciones
Desde su apertura hasta su cierre en 2020, el club ocupaba dos niveles del Centro Colón. Contaba con dos salas de baile y una capacidad total superior a las 2.000 personas. La pista principal, conocida como Main Room, estaba equipada con un sistema de sonido GSA de última generación,  lo que contribuyó a su reputación internacional como una de las mejores discotecas de música electrónica del mundo.
Además, el local disponía de un lounge de estilo marroquí denominado The Den, que funcionaba como pista secundaria y podía albergar hasta 300 personas.